# Pírgos
Pírgos (em grego: Πύργος; romaniz.: Pyrgos) é uma cidade grega, capital da unidade regional de Élida. A cidade recebeu esse nome devido a uma antiga torre construída em seus limites atuais. O próprio nome “Pyrgos” significa torre em grego.
A cidade está localizada na parte oeste da península Peloponeso, a 315 km de distância Atenas e a 19 km de Olímpia.